# Marc Caro

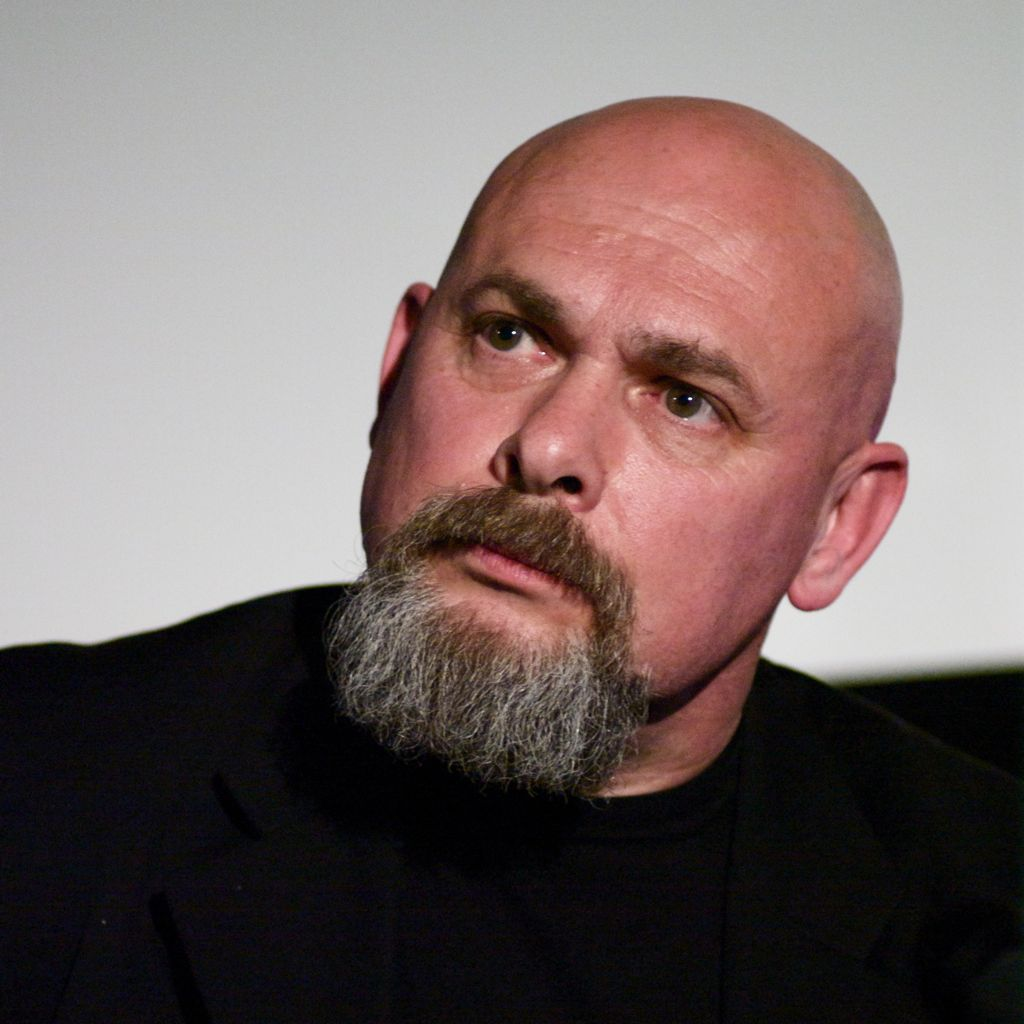
Marc Caro (2009)

Marc Caro (* 2. April 1956 in Nantes) ist ein französischer Künstler.
Während der 1970er Jahre veröffentlichte er einige Comics in verschiedenen Magazinen, unter anderem auch in Métal Hurlant.
Im Ausland ist er vor allem als Filmregisseur durch die Zusammenarbeit mit Jean-Pierre Jeunet bei den Filmen Delicatessen und Die Stadt der verlorenen Kinder bekannt geworden. 2008 hat er mit dem Science-Fiction-Film Dante 01 sein erstes Soloprojekt als Regisseur realisiert.

## Filmografie (Auswahl)
- 1991: Delicatessen (Delicatessen)
- 1995: Die Stadt der verlorenen Kinder (La Cité des enfants perdus)
- 2008: Dante 01

## Auszeichnungen
- César: Bestes Erstlingswerk 1992 für Delicatessen
- César: Bestes Originaldrehbuch 1992 für Delicatessen
- Europäischer Filmpreis: Beste Ausstattung (Szenenbild & Kostüme) 1991 für Delicatessen